# 関西ライター名鑑
関西ライター名鑑（かんさいライターめいかん）は関西圏で活躍するプロのライターを支援する事業である。

## 概要
ライトスタッフにより運営。関西で活動するプロのライター約220名のネットワークの中から、約100名のライターを冊子やウェブサイト上で紹介している。
2005年12月に参加したライター（writer）、フリーライター（freelance）、コピーライター（copywriter）、脚本家（scriptwriter）、シナリオライター（scenariowriter）等のプロフィール（名前・写真・実績等）を掲載した冊子が発行（現在は配布終了）。2007年からはインターネット上で「関西ライター名鑑」が閲覧できるようになっている。閲覧は無料だがＩＤ取得が必要。プロのライター以外にも著名人（キダ・タロー他）などが、特別会員として登録されている。
紹介事業の他にもライター向けの勉強会や出版業界のフォーラムを開催している。

## 沿革
- 2005年11月 「関西ライター名鑑2006年版」を冊子として発行。
- 2007年5月 「関西ライター名鑑2007年web版」テスト運営開始。
- 2008年12月 産学協同の大阪府商店街活性化プロジェクトに参加。
- 2009年6月 文化庁長官官房政策課政策調整より「市民から文化力プロジェクト」事業認定[1]。
- 2009年7月 文化庁長官官房政策課文化広報・地域連携室より「関西元気文化圏」事業認定[2]。
- 2009年12月 「関西ライター名鑑2009年web版」掲載者全情報更新。
- 2009年12月 総務省プロジェクト「頑張る地方応援プログラム」[3]の伊丹市より「ことば文化都市伊丹」[4]参加事業認定。
- 2009年12月 大阪府・大阪市・大阪商工会議所・大阪NPOセンター主催「CBフォーラムおおさか2009」に取材協力として参加[5]。